# Pietro Pavan
Pietro Kardinal Pavan (* 30. August 1903 in Treviso, Italien; † 26. Dezember 1994 in Rom) war ein Kardinal der römisch-katholischen Kirche.

## Leben
Pietro Pavan studierte in Rom und Padua die Fächer Philosophie, Katholische Theologie und Wirtschaftswissenschaften. Er wurde in allen drei Fächern promoviert und empfing am 8. Juli 1928 das Sakrament der Priesterweihe. Von 1933 bis 1946 unterrichtete er am Priesterseminar von Treviso. 1946 wurde er Kirchlicher Berater der Katholischen Institute für Soziale Aktivitäten. Von 1948 bis 1969 gehörte er dem Lehrkörper der Päpstlichen Lateranuniversität an, die er in den Jahren 1969 bis 1974 als Rektor leitete. Am 11. Januar 1962 verlieh ihm Papst Johannes XXIII. den Ehrentitel Apostolischer Protonotar. Er nahm in den Jahren 1962 bis 1965 als Experte am Zweiten Vatikanischen Konzil teil und war als Mitarbeiter Johannes’ XXIII. an der Erstellung der bedeutsamen Enzyklika Pacem in terris beteiligt. In der Folgezeit avancierte Pietro Pavan innerhalb der katholischen Kirche zu einem der führenden Experten für Sozialfragen.
Papst Johannes Paul II. nahm ihn am 25. Mai 1985 als Kardinaldiakon mit der Titeldiakonie San Francesco di Paola dei Calabresi in das Kardinalskollegium auf. Vom Empfang der Bischofsweihe wurde er aus Altersgründen dispensiert.
Pietro Pavan starb am 26. Dezember 1994 in Rom und wurde auf dem Friedhof Campo Verano beigesetzt.